# Rocles (Ardèche)
Pour les articles homonymes, voir Rocles.
Rocles est une commune française située dans le département de l'Ardèche, en région Auvergne-Rhône-Alpes.

## Géographie

### Situation

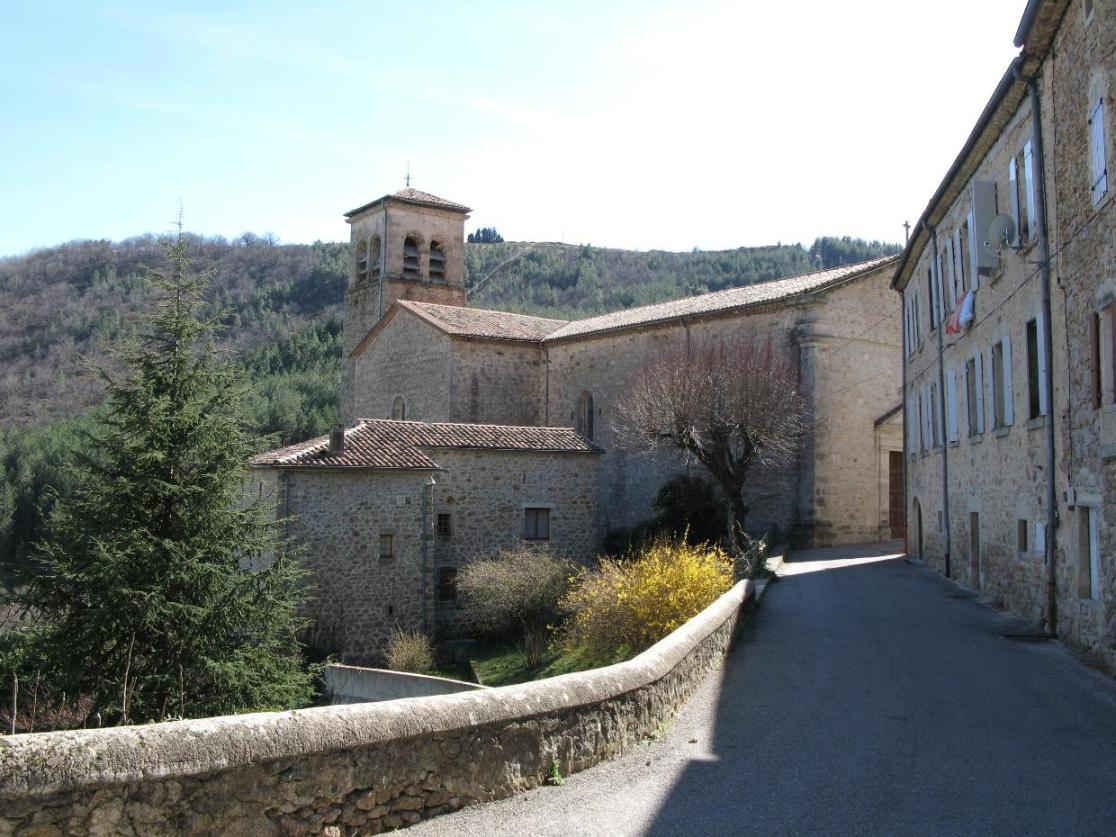
Vue du village.

Rocles est un petit village à l'aspect essentiellement rural de la montagne ardéchoise situé dans la partie méridionale du département de l'Ardèche, à 42 km au nord-ouest de Montélimar .
Il fait partie du Parc naturel régional des Monts d'Ardèche.

### Communes limitrophes
Les communes limitrophes sont Beaumont, Jaujac, Joannas, Laboule et Sanilhac.

### Géologie et relief
La commune est marquée par un important dénivelé de plus de 1 000 m entre son point le plus haut, le sommet de la Cham du Cros à 1 208 m, et son point le plus bas

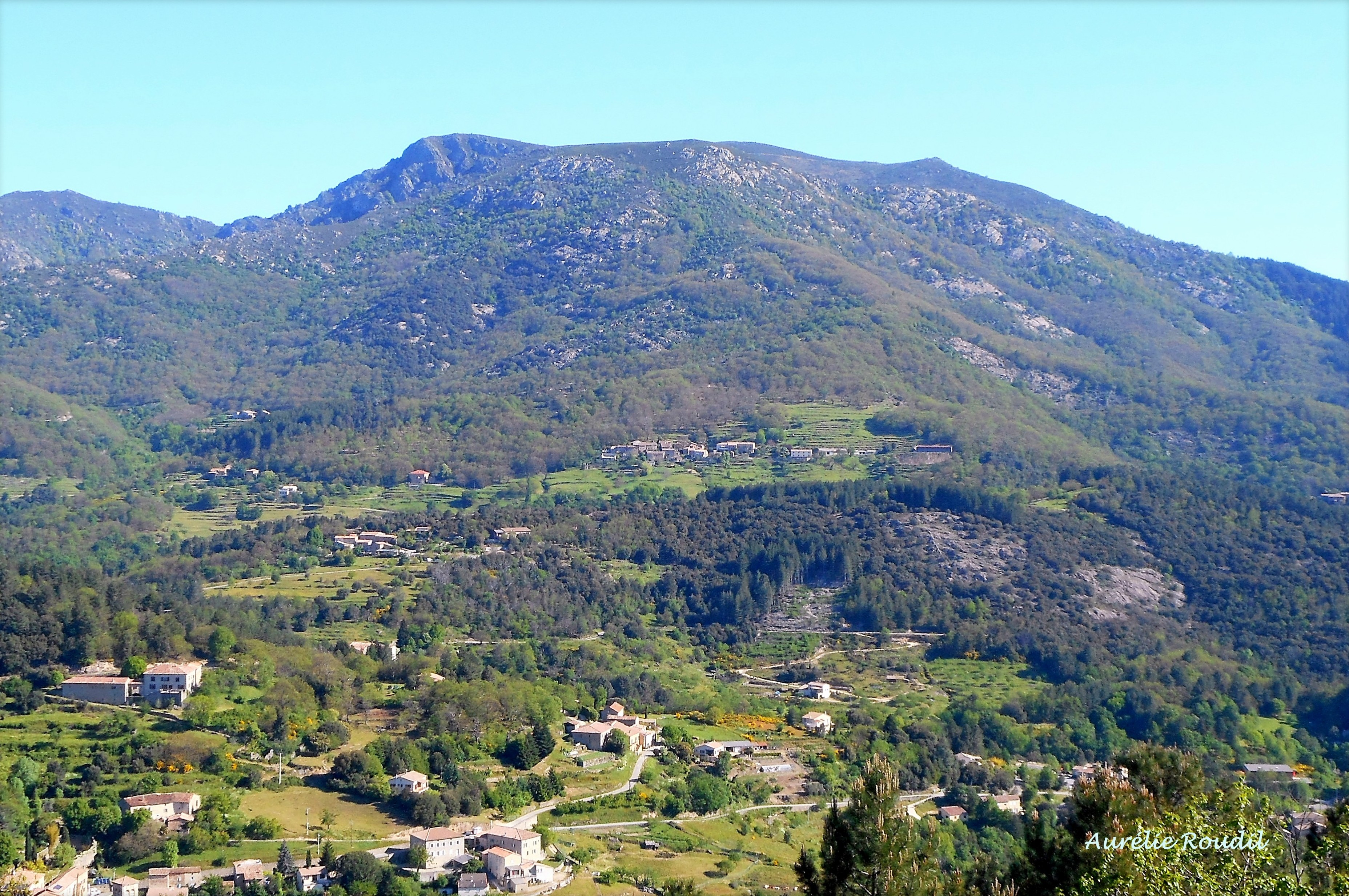
La Cham du Cros est le nom de la montagne sur laquelle le village de rocles est niché sur son flan sud.

### Hydrographie

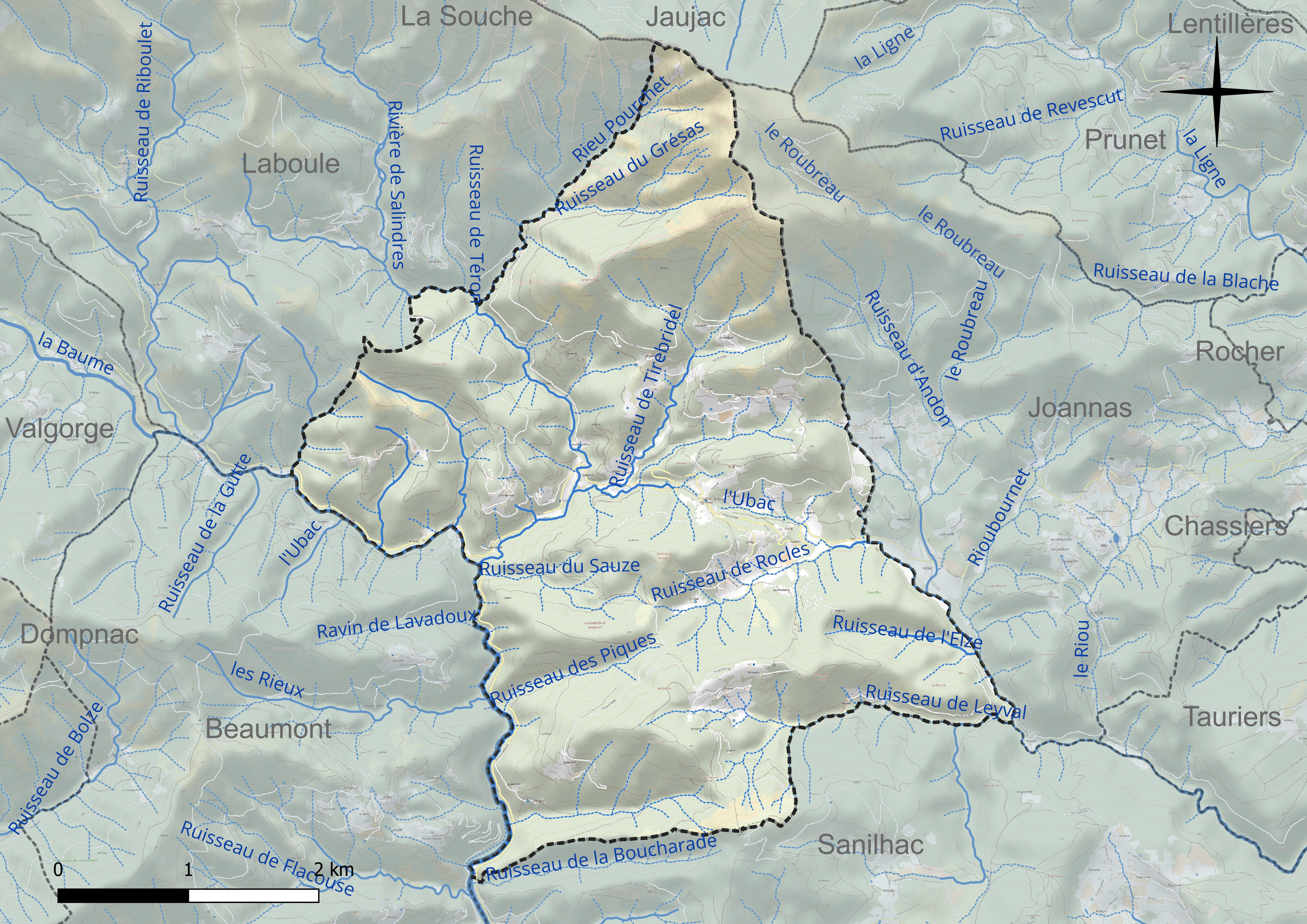
Carte hydrographique de la commune.

Le territoire communal est bordé au sud par le torrent de la Beaume, affluent de l'Ardèche en rive droite, donc un sous-affluent du Rhône.
Plusieurs autres ruisseaux drainent la commune, dont le Salindre.

### Climat
Pour des articles plus généraux, voir Climat d'Auvergne-Rhône-Alpes et Climat de l'Ardèche.
En 2010, le climat de la commune est de type climat méditerranéen franc, selon une étude du CNRS s'appuyant sur une série de données couvrant la période 1971-2000. En 2020, Météo-France publie une typologie des climats de la France métropolitaine dans laquelle la commune est exposée à un climat de montagne ou de marges de montagne et est dans une zone de transition entre les régions climatiques « Provence, Languedoc-Roussillon » et « Sud-est du Massif Central ».
Pour la période 1971-2000, la température annuelle moyenne est de 11,3 °C, avec une amplitude thermique annuelle de 17,1 °C. Le cumul annuel moyen de précipitations est de 1 549 mm, avec 8,3 jours de précipitations en janvier et 4,7 jours en juillet. Pour la période 1991-2020, la température moyenne annuelle observée sur la station météorologique de Météo-France la plus proche, « Croix Millet », sur la commune de Prunet à 5 km à vol d'oiseau, est de 11,6 °C et le cumul annuel moyen de précipitations est de 1 590,2 mm,. Pour l'avenir, les paramètres climatiques de la commune estimés pour 2050 selon différents scénarios d'émission de gaz à effet de serre sont consultables sur un site dédié publié par Météo-France en novembre 2022.

### Paysages
La commune est marquée par ses cultures en terrasse, les forêts de châtaigniers, et ses pâturages, qui  correspondent au paysage typique ardéchois.

## Urbanisme

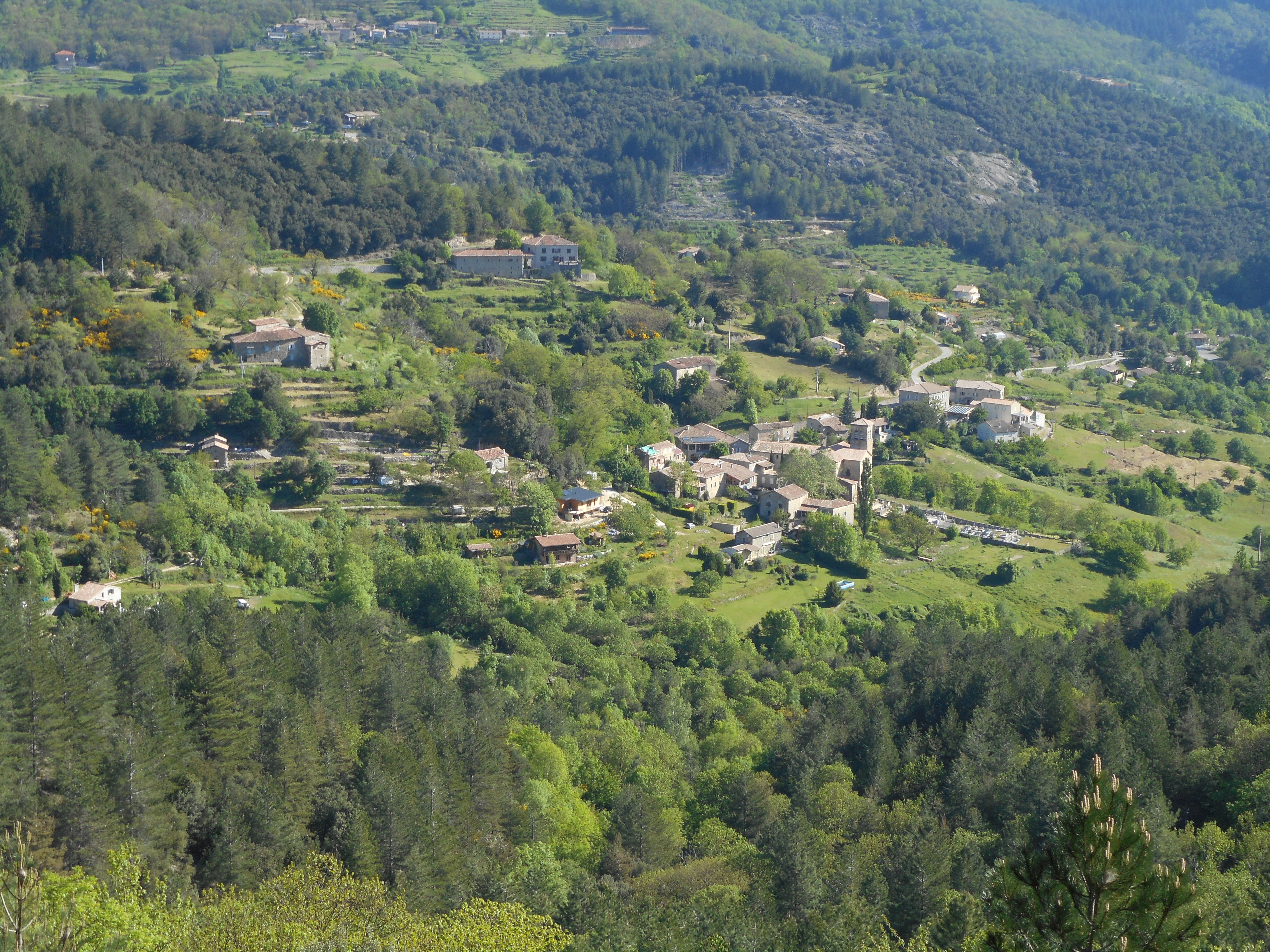
Le village de Rocles vue depuis le hameau du Perrier.

### Typologie
Au 1er janvier 2024, Rocles est catégorisée commune rurale à habitat très dispersé, selon la nouvelle grille communale de densité à 7 niveaux définie par l'Insee en 2022.
Elle est située hors unité urbaine et hors attraction des villes,.

### Occupation des sols

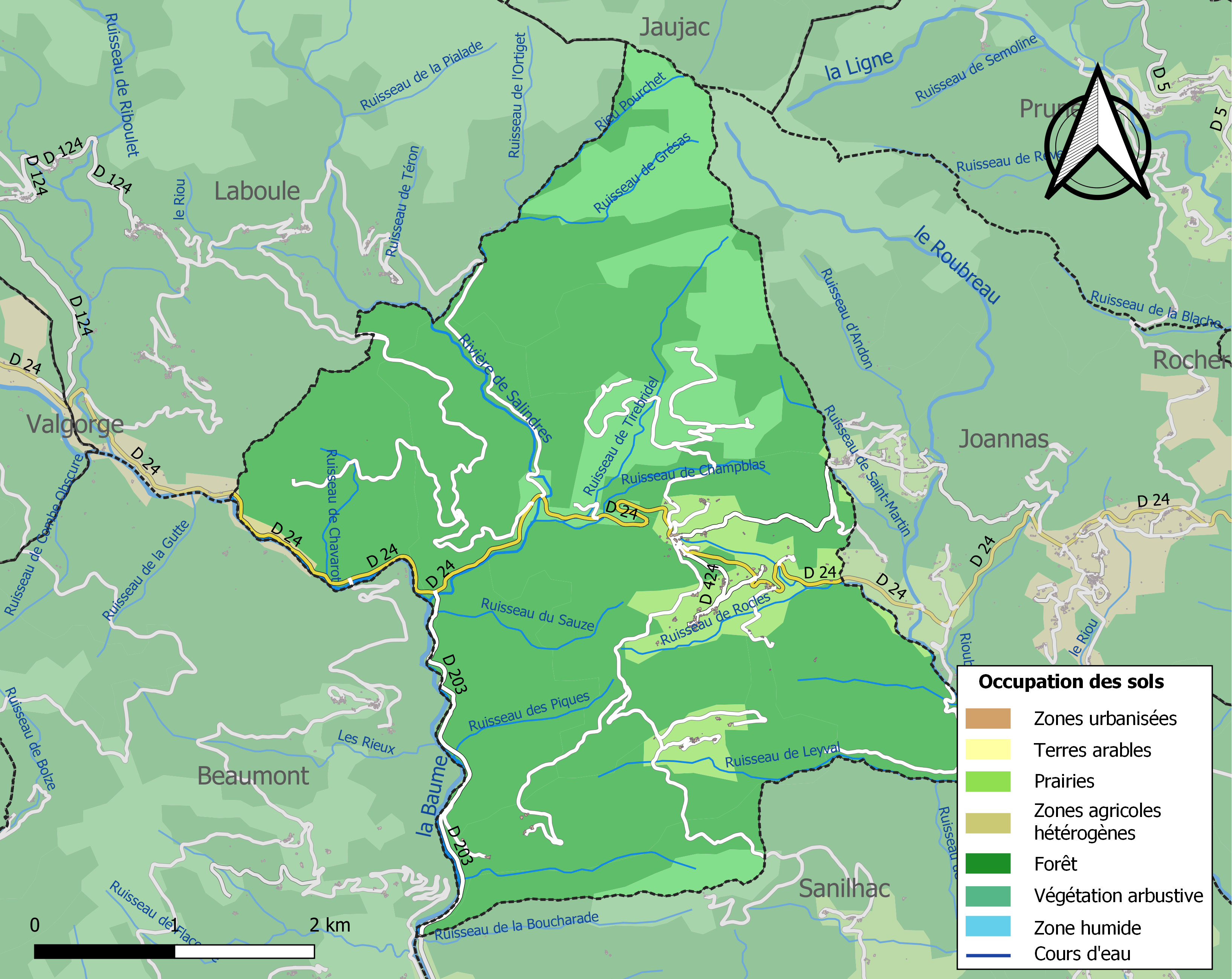
Carte des infrastructures et de l'occupation des sols de la commune en 2018 (CLC).

L'occupation des sols de la commune, telle qu'elle ressort de la base de données européenne d’occupation biophysique des sols Corine Land Cover (CLC), est marquée par l'importance des forêts et milieux semi-naturels (92,5 % en 2018), une proportion identique à celle de 1990 (92,5 %). La répartition détaillée en 2018 est la suivante : 
forêts (76,8 %), milieux à végétation arbustive et/ou herbacée (15,7 %), prairies (7,1 %), zones agricoles hétérogènes (0,3 %).
L'évolution de l’occupation des sols de la commune et de ses infrastructures peut être observée sur les différentes représentations cartographiques du territoire : la carte de Cassini (XVIIIe siècle), la carte d'état-major (1820-1866) et les cartes ou photos aériennes de l'IGN pour la période actuelle (1950 à aujourd'hui).

### Lieux-dits, hameaux et écarts
La commune compte seize hameaux disséminés sur  les 1 651 hectares du territoire communal

### Habitat et logement
En 2020, le nombre total de logements dans la commune était de 268, alors qu'il était de 261 en 2015 et de 247 en 2010.
Parmi ces logements, 44,8 % étaient des résidences principales, 51,9 % des résidences secondaires et 3,3 % des logements vacants. Ces logements étaient pour 94,1 % d'entre eux des maisons individuelles et pour 4,4 % des appartements.
Le tableau ci-dessous présente la typologie des logements à Rocles en 2020 en comparaison avec celle de l'Ardèche et de la France entière. Une caractéristique marquante du parc de logements est ainsi une proportion de résidences secondaires et logements occasionnels (51,9 %), très  supérieure à celle du département (17,8 %) et à celle de la France entière (9,7 %). Concernant le statut d'occupation de ces logements, 71 % des habitants de la commune sont propriétaires de leur logement (74,4 % en 2015), contre 67,1 % pour l'Ardèche et 57,5 pour la France entière.
| Typologie                                               | Rocles | Ardèche | France entière |
| ------------------------------------------------------- | ------ | ------- | -------------- |
| Résidences principales (en %)                           | 44,8   | 72,4    | 82,1           |
| Résidences secondaires et logements occasionnels (en %) | 51,9   | 17,8    | 9,7            |
| Logements vacants (en %)                                | 3,3    | 9,7     | 8,2            |

### Risques naturels et technologiques

#### Risques sismiques
L'ensemble du territoire de la commune de Rocles est situé en zone de sismicité no 2 dite faible (sur une échelle de 5), comme la plupart des communes situées sur le plateau et la montagne ardéchoise, mais à proximité de la zone de sismicité no 3, dite modérée, située plus à l'est et correspondant la vallée du Rhône.
| Type de zone | Niveau           | Définitions (bâtiment à risque normal) |
| ------------ | ---------------- | -------------------------------------- |
| Zone 2       | Sismicité faible | accélération = 1,1 m/s2                |

## Toponymie
La localité est dénommée Ròclas en occitan.

## Histoire
En 1833, Le Jal, le Vernet, l'Elze, Freyssenet et Constant sont séparés de Joannas et rattachés à Rocles. Blaunac et le Clos sont séparés de Rocles et rattachés à Joannas[réf. nécessaire].

## Politique et administration

### Rattachements administratifs et électoraux

#### Rattachements administratifs
La commune se trouve dans l'arrondissement de Largentière du département de l'Ardèche.
Elle faisait partie depuis 1793 du canton de Largentière. Dans le cadre du redécoupage cantonal de 2014 en France, cette circonscription administrative territoriale a disparu, et le canton n'est plus qu'une circonscription électorale.

#### Rattachements électoraux
Pour les élections départementales, la commune fait partie depuis 2014 du canton des Cévennes ardéchoises
Pour l'élection des députés, elle fait partie de la troisième circonscription de l'Ardèche.

### Intercommunalité
Rocles est membre de la communauté de communes du Pays Beaume-Drobie, un établissement public de coopération intercommunale (EPCI) à fiscalité propre créé fin 1994  et auquel la commune a transféré un certain nombre de ses compétences, dans les conditions déterminées par le code général des collectivités territoriales.

### Liste des maires
| Période                                  | Période                       | Identité       | Étiquette | Qualité                                                                  |
| ---------------------------------------- | ----------------------------- | -------------- | --------- | ------------------------------------------------------------------------ |
| Les données manquantes sont à compléter. |                               |                |           |                                                                          |
|                                          |                               |                |           |                                                                          |
| 1983                                     |                               | André Robert   |           |                                                                          |
| 1989                                     | 1995                          | Pierre Lagneau | DVD       |                                                                          |
| 1995                                     | 2008                          | Joël Nicollet  | PS        | Instituteur                                                              |
| 2008                                     | mai 2020                      | Alain Gibert   | EELV      | Agriculteur exploitant Vice- président du Parc naturel régional[Quand ?] |
| mai 2020                                 | juin 2023                     | Éric Prat      |           | Artisan Démissionnaire                                                   |
| septembre 2023                           | En cours (au 14 janvier 2024) | Gabriel Pic    |           | Agriculteur                                                              |

Les enfants de la commune sont scolarisés avec ceux de Joannas dans le cadre d'un regroupement pédagogique intercommunal

## Population et société
Les habitants sont appelés les Roclois, et, en occitan Los Roclencs.

### Démographie
L'évolution du nombre d'habitants est connue à travers les recensements de la population effectués dans la commune depuis 1793. Pour les communes de moins de 10 000 habitants, une enquête de recensement portant sur toute la population est réalisée tous les cinq ans, les populations de référence des années intermédiaires étant quant à elles estimées par interpolation ou extrapolation. Pour la commune, le premier recensement exhaustif entrant dans le cadre du nouveau dispositif a été réalisé en 2004.

En 2022, la commune comptait 263 habitants, en évolution de +8,23 % par rapport à 2016 (Ardèche : +2,48 %, France hors Mayotte : +2,11 %).
| 1793 | 1800 | 1806  | 1821 | 1831 | 1836  | 1841  | 1846  | 1851  |
| ---- | ---- | ----- | ---- | ---- | ----- | ----- | ----- | ----- |
| 837  | 767  | 1 129 | 881  | 955  | 1 140 | 1 122 | 1 170 | 1 184 |

| 1856  | 1861  | 1866 | 1872 | 1876 | 1881 | 1886 | 1891 | 1896 |
| ----- | ----- | ---- | ---- | ---- | ---- | ---- | ---- | ---- |
| 1 136 | 1 100 | 990  | 987  | 973  | 924  | 890  | 845  | 780  |

| 1901 | 1906 | 1911 | 1921 | 1926 | 1931 | 1936 | 1946 | 1954 |
| ---- | ---- | ---- | ---- | ---- | ---- | ---- | ---- | ---- |
| 761  | 743  | 724  | 584  | 527  | 510  | 470  | 423  | 308  |

| 1962 | 1968 | 1975 | 1982 | 1990 | 1999 | 2004 | 2006 | 2009 |
| ---- | ---- | ---- | ---- | ---- | ---- | ---- | ---- | ---- |
| 284  | 253  | 175  | 181  | 177  | 208  | 192  | 188  | 235  |

| 2014 | 2019 | 2022 | - | - | - | - | - | - |
| ---- | ---- | ---- | - | - | - | - | - | - |
| 244  | 258  | 263  | - | - | - | - | - | - |

### Enseignement
La commune est rattachée à l'académie de Grenoble.

### Médias
La commune est située dans la zone de distribution de deux organes de la presse écrite :
- L'Hebdo de l'Ardèche

Il s'agit d'un journal hebdomadaire français basé à Valence et couvrant l'actualité de tout le département de l'Ardèche.
- Le Dauphiné libéré

Il s'agit d'un journal quotidien de la presse écrite française régionale distribué dans la plupart des départements de l'ancienne région Rhône-Alpes, notamment l'Ardèche. La commune est située dans la zone d'édition d'Aubenas, Privas et la Vallée du Rhône.
Ici Drôme Ardèche est une radio publique diffusée sur son territoire et sur la totalité du département.

## Culture locale et patrimoine

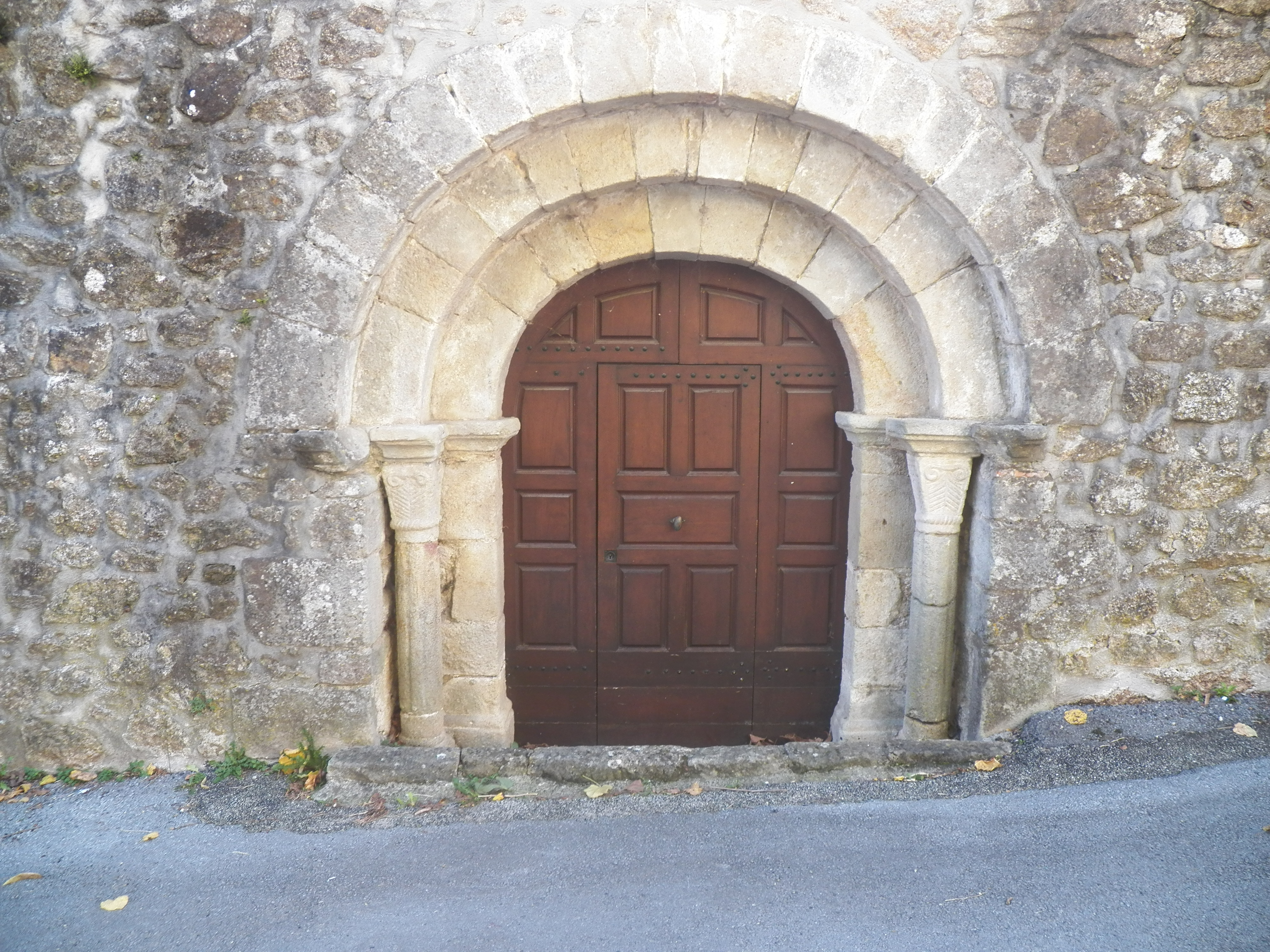
Beau porche à Rocles.

### Lieux et monuments
- Prieuré Saint-Andéol.
- Église Notre-Dame de Rocles.
- Chapelle Saint-Régis de Rocles.

### Personnalités liées à la commune

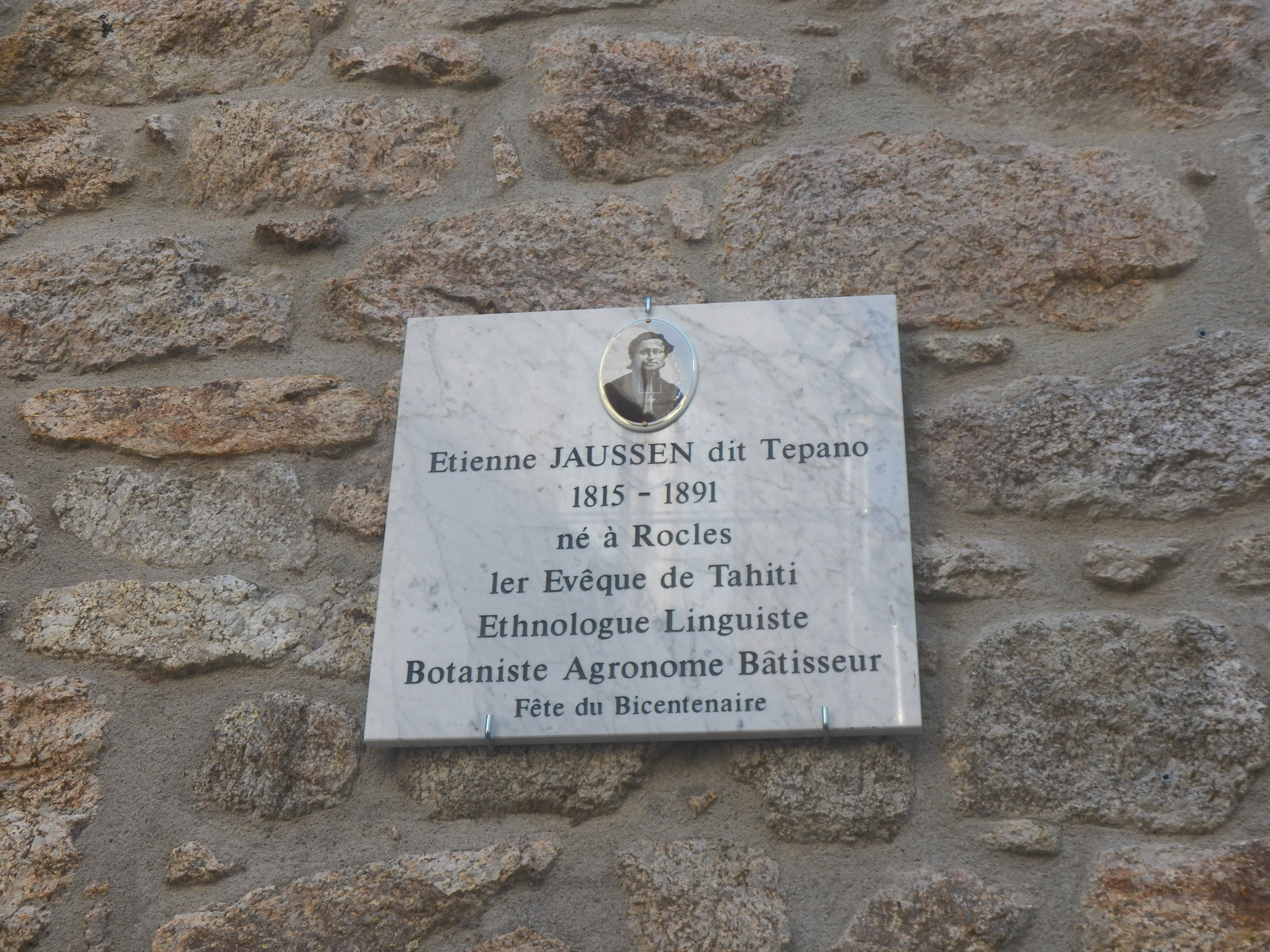
Plaque commémorative d'Étienne Jaussen.

- Étienne Jaussen (1815-1891), premier évêque de Tahiti.

## Pour approfondir